# Ictinogomphus australis
Ictinogomphus australis – gatunek ważki z rodziny gadziogłówkowatych (Gomphidae).